# Калдарола (Мачерата)
Калдарола (итал. Caldarola) насеље је у Италији у округу Мачерата, региону Марке.
Према процени из 2011. у насељу је живело 1330 становника. Насеље се налази на надморској висини од 301 м.

## Становништво
| 1936. | 1951. | 1961. | 1971. | 1981. | 1991. | 2001. | 2011. |
| ----- | ----- | ----- | ----- | ----- | ----- | ----- | ----- |
| 2.832 | 2.732 | 2.377 | 2.005 | 1.757 | 1.615 | 1.706 | 1.839 |